# Rock @ Roll
Rock @ Roll sedmi je studijski album zagrebačkog rock sastava Aerodrom, koji izlazi 2007.g. Album najavljuje veliku obljetnicu sastava koja će se obilježiti 2008.g., kada će se napuniti 30 godina od osnutka Aerodroma, koji je Hrvatsku rock scenu osamdesetih obogatio velikim hitovima i baladama. Na albumu se nalazi 12 novih skladbi, a njihovu produkciju radili su Jurica Pađen, Dragutin "Smokva" Smokrović i Tomislav Šojat. Za jedanaest skladbi autorstvo potpisuje Pađen, a skladbu "Fait Accompli" zajedno potpisuju Pađen i Štulić, koja predstavlja njihovu posvetu Johnu Lennonu. Album izlazi pod etiketom diskografske kuće Croatia Records, a sniman je u studijima "Kod Jure" i "Kod Smokve" tijekom 2007. godine u Zagrebu. Izlazi i najavni spot albuma za skladbu "Mili moj Anđele", koju Pađen posvećuje svom sinu, a redatelj video uratka je Radislav Jovanov-Gonza. Fotografije za omot albuma odradio je Igor "CC" Kelčec. Prva promocija albuma bio je koncert na Trgu bana Jelačića za Staru godinu na kojemu je sudjelovalo preko 20.000 ljudi.

## Popis pjesama
1. "Mili moj anđele"
2. "Tvoj pas me čudno gleda (čuko haj šapu daj)"
3. "Nema više druga Tita"
4. "Odma mi je zapela za oko"
5. "Što će nama peć"
6. "Kći starog vodeničara"
7. "Rock@roll"
8. "Osama"
9. "Nije meni žao"
10. "Sretna vremena"
11. "Samo se ovce nadaju"
12. "Fait accompli"

## Izvođači
- Jurica Pađen - gitare, vokali
- Tomislav Šojat - gitare
- Slavko Pintarić - Pišta - bubnjevi

### Gosti na albumu
- Zlatan Došlić - klavijature

- Dragutin Smokrović - Smokva - prateći vokali
- Zdravko Tabain (Cubismo) - bubnjevi u skladbi "Sretna vremena"

## Vanjske poveznice
- Službeni Instagram profil sastava
- Službeni Facebook profil sastava
- Službeni Youtube kanal sastava